# Прича о ФБИ-у
Прича о ФБИ-у (енгл. The FBI Story) је амерички криминалистичко-драмски филм из 1959. године, режисера и продуцента Мервина Лероја, према сценарију који су Ричард Л. Брин и Џон Твист написали на основу истоименог романа Дона Вајтхеда. Главне улоге у филму тумаче Џејмс Стјуарт и Вера Мајлс. Радња се састоји од низа епизода које приказују најзначајније догађаје из историје бироа у претходне три и по деценије, укључујући између осталог борбу против Кју-клукс-клана, решавање убиства Осејџ Индијанаца 1920-их, масакр у Канзас Ситију 1933. и борбу против злогласних гангстера 1930-их као што су Џон Дилинџер и Бејби Фејс Нелсон, контраобавештајне активности против осовинских шпијуна 1940-их, као и совјетских шпијуна и америчких комуниста 1950-их.
Лерој је био близак пријатељ Џ. Едгара Хувера, тадашњег дугогодишњег директора ФБИ-а. Њих двојица су блиско сурађивали на филму чија је радња, не случајно, покривала управо период у коме је Хувер био на челу бироа; Хувер је надгледао продукцију и побринуо се да се досниме неке сцене и измене делови сценарија у коме се ФБИ, према његовом мишљењу, није приказивао у најбољем могућем светлу. Хувер се такође накратко појављује у филму.

## Радња
Џон Мајкл „Чип” Хардести описује случај једног убиства, које је приказано у флешбеку. Он приповеда о инциденту у коме је Џон Гилберт Грејам склопио животно осигурање своје мајке и подметнуо бомбу у њен пртљаг за лет из Денвера, 1955. године. Хардести је приказан како држи предавање агентима Федералног истражног бироа (ФБИ). Он почиње да препричава своју историју на позицији агента бироа, што је приказано у виду серије флешбекова који чине остатак филма.
У мају 1924. Хардести је радио као владин службеник за новоформирани ФБИ у Ноксвилу, у Тенесију. Он проси своју девојку, библиотекарку по имену Луси Ен Балард. Луси сматра да ФБИ троши Хардестијев потенцијал и жели да он почне да се бави адвокатуром. Они се венчавају, а Хардести обећава да ће дати отказ у бироу. Међутим, он је инспирисан да остане у бироу након што је чуо говор његовог новог директора, Џ. Едгара Хувера. Луси открива да је трудна; она убеђује Хардестија да остане у бироу само још годину дана.
Хардести је послат на југ да истражи Кју-клукс-клан. Он бива премештан све док га не пошаљу у Јут Сити, у Оклахоми, да истражи серију убистава Индијанаца који су поседовали земљу богату нафтом и права на њу. ФБИ је био приморан да истражи случај након што је једно од убистава почињено на земљишту савезне владе. Форензичка лабораторија ФБИ-а повезује измењене тестаменте и полисе животног осигурања жртава са локалним банкаром Двајтом Макачеоном и писаћом машином коју је користио. Луси, која је сада већ мајка троје деце, у то време доживљава побачај.
Дана 17. јуна 1933. три агента ФБИ-а су пратила Френка „Џелија” Неша од воза до аутомобила испред станице у Канзас Ситију када су упали у заседу и убијени. Овај догађај је променио ФБИ; годину дана касније, Конгрес је дао агентима ФБИ-а статутарна овлашћења да носе оружје и хапсе осумњичене. Хардести и његов пријатељ, Сем Крендал, узбуђени су његовом перспективом, али Луси се уопште не допада та идеја.
Након што су примили дојаву, Хардести и Крендал крећу у Спајдер Лејк, у Висконсину, 22. априла 1934, али пси који лају упозоравају гангстере и они су се разбежали. Агенти одлазе у оближњу продавницу да позову канцеларију у Чикагу. Када стигну тамо, налазе Бејби Фејс Нелсона који држи два човека као таоце. Нелсон отвара ватру, смртно ранивши Крендала.
Хардести приповеда о својој умешаности у хватање и смрт бројних злогласних мафијаша тог времена, укључујући Џона Дилинџера, Прити Бој Флојда, Бејби Фејс Нелсона и Машин Ган Келија. Пошто се плаши за његов живот и не може да убеди Чипа да напусти биро, Луси одлучује да неко време проведе одвојено и води децу на дужи боравак код својих родитеља. Док је спремала лов на ускршња јаја, Луси своју мајку назива „закерало, право закерало”. Лусина мајка саркастично каже ћерки да је њен отац такође „закерало”. Схвативши да мучи супруга да напусти посао и да су она и деца несрећни без њега, Луси и деца се враћају кући.
Са уласком САД у Други светски рат, „непријатељске странце” (Американце јапанског, немачког и италијанског порекла) ФБИ је брзо привео и послао у логоре за интернирање, како би спречио могућу шпијунажу и сарадњу са силама Осовине. Редови бироа се брзо удвостручују са око 2.500 на више од 5.000 агената. Један од нових агената је Џорџ, син покојног Сема, који је забринут да никада неће достићи репутацију свог оца; између њега и Хардестијеве најстарије ћерке се развија романса. Хардестијев син јединац објављује да се пријавио у Марински корпус САД. Луси је сломљена из страха да ће погинути у рату. На крају, она схвата да је он, као и многи амерички младићи, спреман да жртвује своју безбедност код куће да би служио својој земљи.
Хардести је послан у Јужну Америку да ослободи три агента чији су идентитети компромитовани. Трећи агент је откривен као Џорџ; био је дубоко у џунгли пресрећући тајне радио поруке. Локалне власти стижу, приморавајући агенте ФБИ-а да униште опрему и побегну. По повратку у САД, Хардести и Луси примају телеграм који их обавештава да је њихов син погинуо на дужности током битке за Иво Џиму. Иако схрвани, теше једни друге, надајући се да њихов син није патио.
Последњи приказани случај укључује шпијунажу комунистичког шпијуна. Случај почиње тако што чистач одеће у Њујорку пронађе кованицу са микрофилмом унутра. ФБИ истражује и прати власника одеће, што доводи до његовог хапшења, као и до хапшења сарадника.
Хардести завршава свој говор агентима. Испред зграде га дочекује породица, међу којима је и његов унук. Породица се одвози, пролазећи поред историјских знаменитости Вашингтона.

## Улоге
| Глумац         | Улога                    |
| -------------- | ------------------------ |
| Џејмс Стјуарт  | Џон Мајкл „Чип” Хардести |
| Вера Мајлс     | Луси Ен Балард           |
| Мареј Хамилтон | Сем Крендал              |
| Лари Пенел     | Џорџ Крендал             |
| Ник Адамс      | Џон Гилберт Грејам       |
| Дајана Џергенс | Џени Хардести            |
| Џин Вилс       | Ана Сејџ                 |
| Џојс Тејлор    | Ен Хардести              |
| Виктор Милан   | Марио                    |
| Парли Бер      | Хари Дакинс              |
| Феј Руп        | Двајт Макачеон           |